# 美国中央情报局对中国大陆网络渗透攻击事件
美国中央情报局对中国大陆网络渗透攻击事件指的是中国大陆航空航天、科研机构、石油行业、大型互联网公司以及政府机构多年来所遭受的定向攻击。
2020年3月2日，披露这一消息的360公司将发起高级长期威胁（英語：Advanced Persistent Threat，缩写APT）的团体命名为APT-C-39，并称有证据显示这些定向攻击由美国中央情报局的国家级黑客组织实施，最早可以追溯到2008年。360公司的这一消息发布在其官方博客上，并得到了中国大陆各大新闻社、各大媒体的转载，但没有给出具体的细节；2019年9月30日，原360公司旗下从事政企安全业务的奇安信公司曾在其官方博客上给出更多技术细节。

## 各方反应

### 中国政府
2020年3月4日，中华人民共和国外交部发言人赵立坚答记者问时向《环球时报》表示，美国是全球最大的网络攻击者，中国一直是美方网络窃密和攻击的严重受害者，强烈敦促美方作出清楚解释，立即停止此类活动。